# Ф'яно-Романо
Фьяно-Романо (італ. Fiano Romano) — муніципалітет в Італії, у регіоні Лаціо,  метрополійне місто Рим-Столиця.
Фьяно-Романо розташоване на відстані близько 32 км на північ від Рима.
Населення — 15 173 особи (2014).
Щорічний фестиваль відбувається 3 серпня. Покровитель — святий Степан.

## Демографія
Населення за роками:

Станом на 1 січня 2023 року в муніципалітеті офіційно проживав 2641 іноземець з 82 країн, серед них 1256 громадян країн Євросоюзу та 38 громадян України.

## Сусідні муніципалітети
- Капена
- Чивітелла-Сан-Паоло
- Монтелібретті
- Монтополі-ді-Сабіна
- Наццано